# República Socialista Soviética Autônoma da Mordóvia
República Socialista Soviética Autônoma da Mordóvia ( em russo:  Мордовская Автономная Советская Социалистическая Республика   , Mordovskaya Avtonomnaya Sovetskaya Sotsialisticheskaya Respublika ; Erzya   , Mordovskjaj Avtonomnaj Sovetskjaj Socialističeskjaj Respublikaś ; Moksha   , Mordovskoj Avtonomnoj Sovetskoj Socialističeskoj Respublikaś ) era uma república autônoma da SFSR da Rússia dentro da União Soviética, agora conhecida como República da Mordóvia .

## História
A República Socialista Soviética Autônoma da Mordóvia foi criada em dezembro 20, 1934 após a transformação do Oblast Autônomo da Mordóvia em Kuybyshev Krai . Depois que Kuybyshev Krai foi transformado em Kuybyshev Oblast, a RSSA da Mordóvia foi separada dele e subordinado diretamente à República Socialista Federativa Soviética Russa .
Em dezembro 7 de 1990, a RSSA da Mordóvia adotou a Declaração sobre o estatuto jurídico da República da Mordóvia, que alterou o estatuto da república de RSSA para RSS. Em 1990, pouco antes da dissolução da União Soviética, a república se tornou a República da Mordóvia. Em sua forma atual, a república existe desde janeiro 25, 1994. 